# Albatros C.II
L'Albatros C.II era un biplano da ricognizione monomotore in configurazione spingente realizzato dall'allora azienda tedesco imperiale Albatros Flugzeugwerke GmbH nel 1915 e rimasto allo stadio di prototipo.
Basato sul precedente Albatros C.I, del quale mantenne velatura e carrello d'atterraggio, fu uno sviluppo realizzato adottando l'impostazione del britannico Airco DH.2 al fine di incrementarne le prestazioni; avendo disatteso le aspettative in fase di collaudo, non venne avviato alla produzione. Per i modelli successivi l'azienda costruttrice preferì ritornare ad una configurazione più convenzionale.

## Storia del progetto
Dopo che l'Albatros C.I era entrato in produzione dimostrando buone qualità di maneggevolezza, l'azienda tedesca decise di attuare un programma di sviluppo basato sulle informazioni ricevute dai piloti che erano riusciti ad entrare in contatto con i velivoli avversari caratterizzati dalla configurazione a motore posteriore ed elica spingente. Il progetto venne affidato ad Ernst Heinkel che decise di riutilizzare alcune parti del precedente C.I, modello con fusoliera convenzionale e gruppo motoelica posizionato all'apice anteriore, precisamente le ali ed il carrello fisso, abbinandola con una corta gondola che integrava le due postazioni, l'anteriore per l'osservatore/mitragliere ed il posteriore per il pilota. Posteriormente terminava in un'inusuale sezione di coda "a V" in tubi saldati, con il vertice posteriore occupato dal timone verticale sovrastato da un largo elemento orizzontale, che venne soprannominato Gitterschwanz.
Il prototipo, identificato con il codice militare nr. C 27/16, venne portato in volo nel corso del 1916 ma, presentato alla commissione esaminatrice dell'Idflieg, non ne ottenne l'approvazione ed il suo sviluppo non ebbe seguito.
Il modello ed il precedente Albatros C.I non devono essere confusi con gli Oaw. (Albatros) C.I ed Oaw. (Albatros) C.II, modelli completamente diversi prodotti dagli stabilimenti dell'Albatros Schneidemühl, nota anche come Oaw. (Ostdeutsche Albatros Werke GmbH).

## Tecnica
L'Albatros C.II era un velivolo dall'aspetto non convenzionale ma che conservava le caratteristiche salienti dei velivoli pari ruolo dell'epoca: biplano, monomotore biposto con carrello fisso.
La fusoliera, a sezione rettangolare e ricoperta di tela verniciata, era caratterizzata da un'unica gondola raccordata anteriormente e che integrava due abitacoli aperti in tandem, l'anteriore destinato all'osservatore con mansioni anche di mitragliere ed il posteriore al pilota. Posteriormente integrava l'unità motrice e terminava in un originale impennaggio monoderiva dotato di un unico piano orizzontale posizionato all'apice di una struttura tubolare posteriore.
La configurazione alare era biplana con ala superiore dall'apertura leggermente superiore all'inferiore, collegate tra loro da una doppia coppia di montanti per lato ed integrati da tiranti in cavetto in acciaio.
Il carrello d'atterraggio era fisso, molto semplice, montato su una struttura tubolare al di sotto della fusoliera, dotato di ruote di grande diametro collegate da un asse rigido ed integrato posteriormente con un pattino d'appoggio.
La propulsione era affidata ad un motore Benz Bz.III, un 6 cilindri in linea raffreddato a liquido capace di erogare una potenza pari a 150 PS (110 kW). Posizionato all'apice posteriore della fusoliera, parzialmente integrato nella sua struttura ed in configurazione spingente, era caratterizzato da un impianto di scarico "a corno di rinoceronte" ed abbinato ad un'elica bipala in legno a passo fisso.
L'armamento era costituito da una singola mitragliatrice LMG 08/15 calibro 7,92 mm montata su supporto brandeggiabile nell'abitacolo anteriore.

## Utilizzatori
Germania
- Luftstreitkräfte (previsto)